# Cabaretgroep Boemerang
Cabaretgroep Boemerang (1982 - 1987) was een cabaretgroep met onder andere Albert Verlinde en Ad van Dijk.
In 1982 jaar formeerden Verlinde, Van Dijk (piano), Dick Cohen en Edna Kalb, onder toeziend oog van Jos Brink en Frank Sanders, de cabaretgroep Boemerang. Daarmee trokken ze met verschillende musicals langs de Nederlandse theaters. De groepsleden leerden elkaar kennen op de Theaterschool in Amsterdam. In 1985 kwamen Annemarie Henselmans en Irene Kuiper erbij. In 1987 viel Boemerang uit elkaar.
Van Dijk ging weer piano spelen bij diverse musicals en begon met lesgeven aan de Hogeschool voor de Kunsten in Amsterdam.
Verlinde was vanaf 1987 naast artiesten als Vera Mann, Jasperina de Jong en Loeki Knol te zien in onder meer de musicals Berlin to Broadway with Kurt Weil, Me and my Girl, My Fair Lady, Barnum en Follies in Concert.